# فاسيلي باشكاريوف
فاسيلي باشكاريوف (الروسية: Бочкарёв, Василий Кузьмич) (و. 1949 – 2016 م) هو سياسي من روسيا . تولى منصب عضو مجلس اتحاد روسيا .
وهو عضو في روسيا المتحدة .
توفي في بينزا .

## جوائز
حصل على جوائز منها:
- ميدالية النجمة البرونزية
- Order For Services to the Fatherland 4th degree
- Order For Services to the Fatherland 3rd degree
- Order of Friendship.